# Adriano Corrente
Adriano Corrente (Capodistria, 12 novembre 1929 – Rovereto, 3 giugno 2017) è stato un calciatore italiano, di ruolo mediano.

## Biografia
Esule istriano, terminata la carriera agonistica si stabilì a Rovereto ove trovò impiego come operaio nella Manifattura Tabacchi.

## Caratteristiche tecniche
Corrente ricopriva il ruolo di mediano, abile a bloccare le velleità offensive avversarie anche in maniera rude.

## Carriera
Dopo aver iniziato la carriera agonistica nel Libertas Trieste, fu prelevato dal Genoa. Esordì in rossoblù il 17 dicembre 1952 nella sconfitta esterna per 2-1 contro il Treviso, presenza che comunque gli permise di fregiarsi della vittoria della Serie B 1952-1953. La stagione seguente esordì il 27 settembre 1953 in Serie A nel pareggio esterno dei Grifoni per 1-1 contro la Triestina. Con i genovesi giocò 27 incontri sui 34 totali, ottenendo il dodicesimo posto finale.
Corrente rimase in forza al Genoa anche nelle tre stagioni seguenti, venendo però relegato ai margini della rosa, totalizzando solo sette presenze. Nell'intera esperienza genoana Corrente ha disputato 35 incontri, di cui 34 nella massima serie italiana.
Terminata l'esperienza al Genoa, nel 1957 passò al Rovereto, sodalizio nel quale giocò sino al ritiro dall'attività agonistica avvenuto nel 1959.

## Palmarès
- Serie B: 1

Genoa: 1952-1953